# Jean Cros
Pour les articles homonymes, voir Cros.
Jean Cros, né le 15 octobre 1884 dans le 6e arrondissement de Paris et mort le 6 avril 1932 à Sèvres, est un sculpteur, céramiste et maître verrier français, connu pour sa maîtrise de la pâte de verre.

## Biographie
Fils d'Henry Cros, alors statuaire, et de Catherine Marie Louise Bernard, son épouse, Jean Cros naît à Paris en 1884. Sa naissance est déclarée à la mairie par son oncle Charles Cros et par Charles Henry, bibliothécaire à la Sorbonne.
Jean Cros . Il étudie et pratique les arts du verre dès son enfance et travaille par la suite à la manufacture de Sèvres, succédant à son père mort en 1907. Il est le continuateur de la technique de pâte de verre mise au point par son père. Il a produit des pièces d'usage ordinaire comme des vases et des plafonniers, mais s'est aussi associé à des sculpteurs comme Auguste Rodin dans les années 1910 et Antoine Bourdelle dans les années 1920, pour lesquels il a conçu des adaptations de leurs sculptures en pâte de verre,.
Jean Cros meurt en 1932 à Sèvres où il résidait, 7 bis, rue de la Villa, avec sa sœur Marie Cros, elle aussi céramiste.

## Œuvres

Œuvres de Jean Cros d'après Auguste Rodin
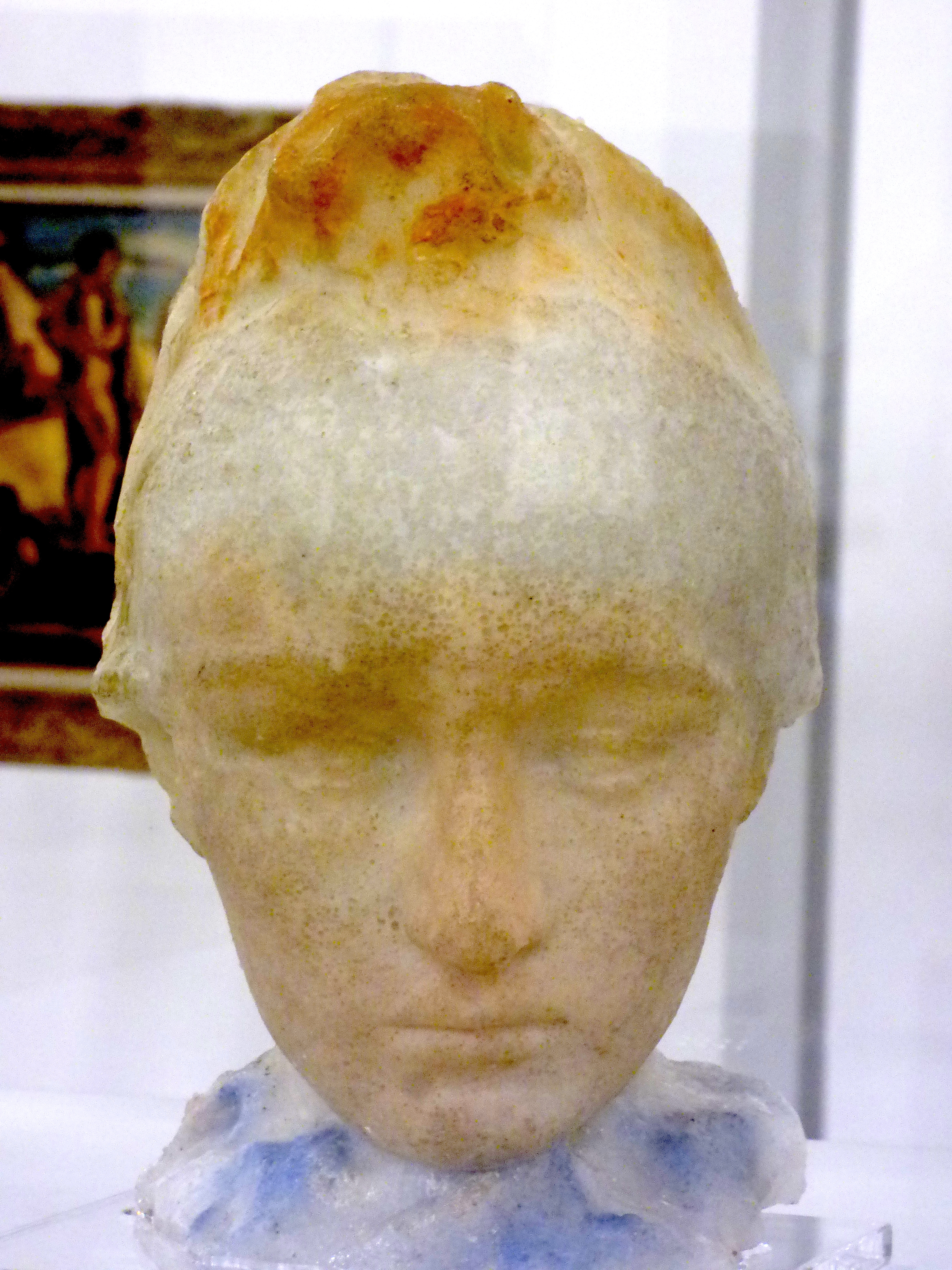
Tête de Camille Claudel au bonnet (vers 1911-1913), Mexico, musée Soumaya[5].
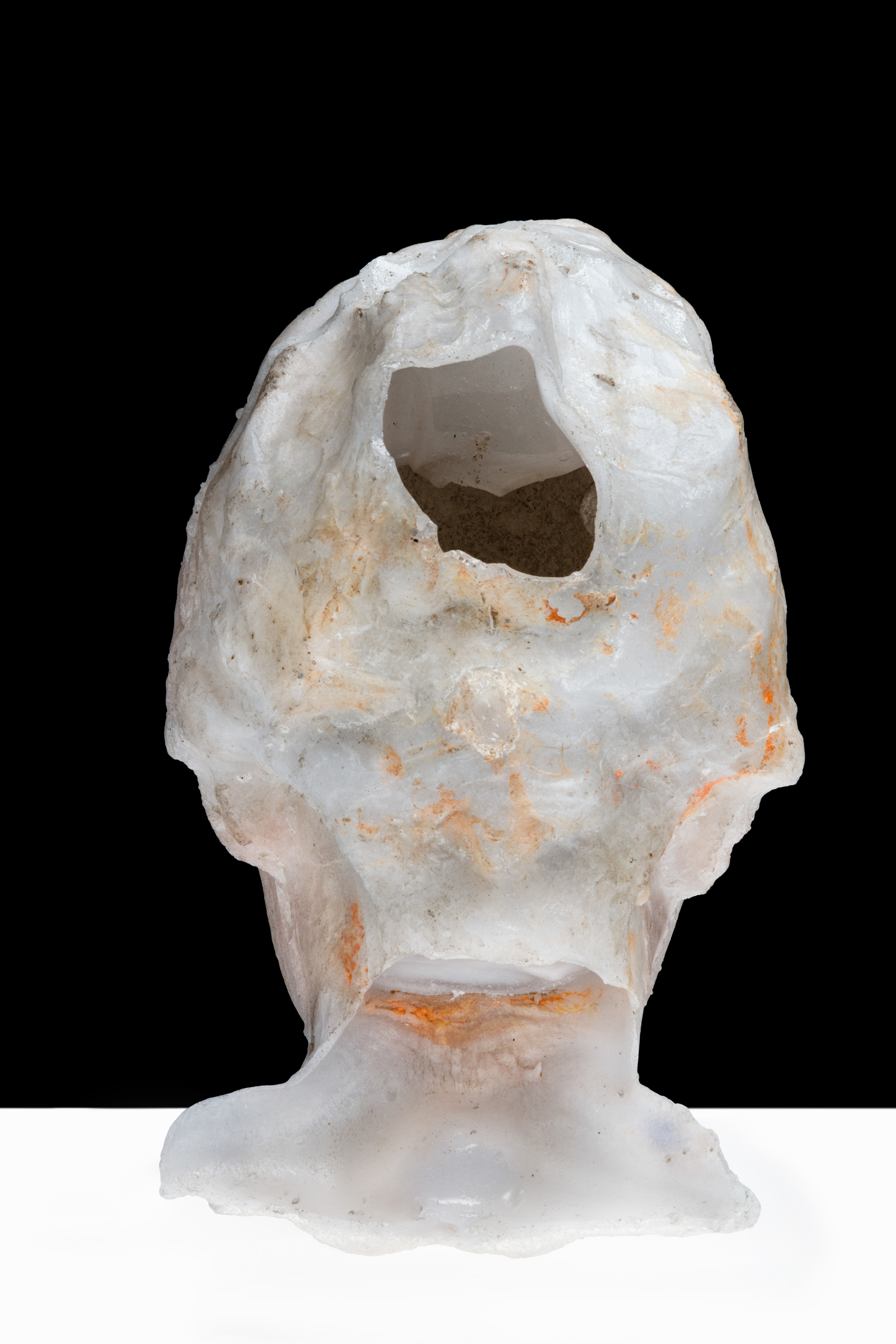
Tête de Camille Claudel au bonnet (vers 1911-1913), vue arrière, Mexico, musée Soumaya[5].
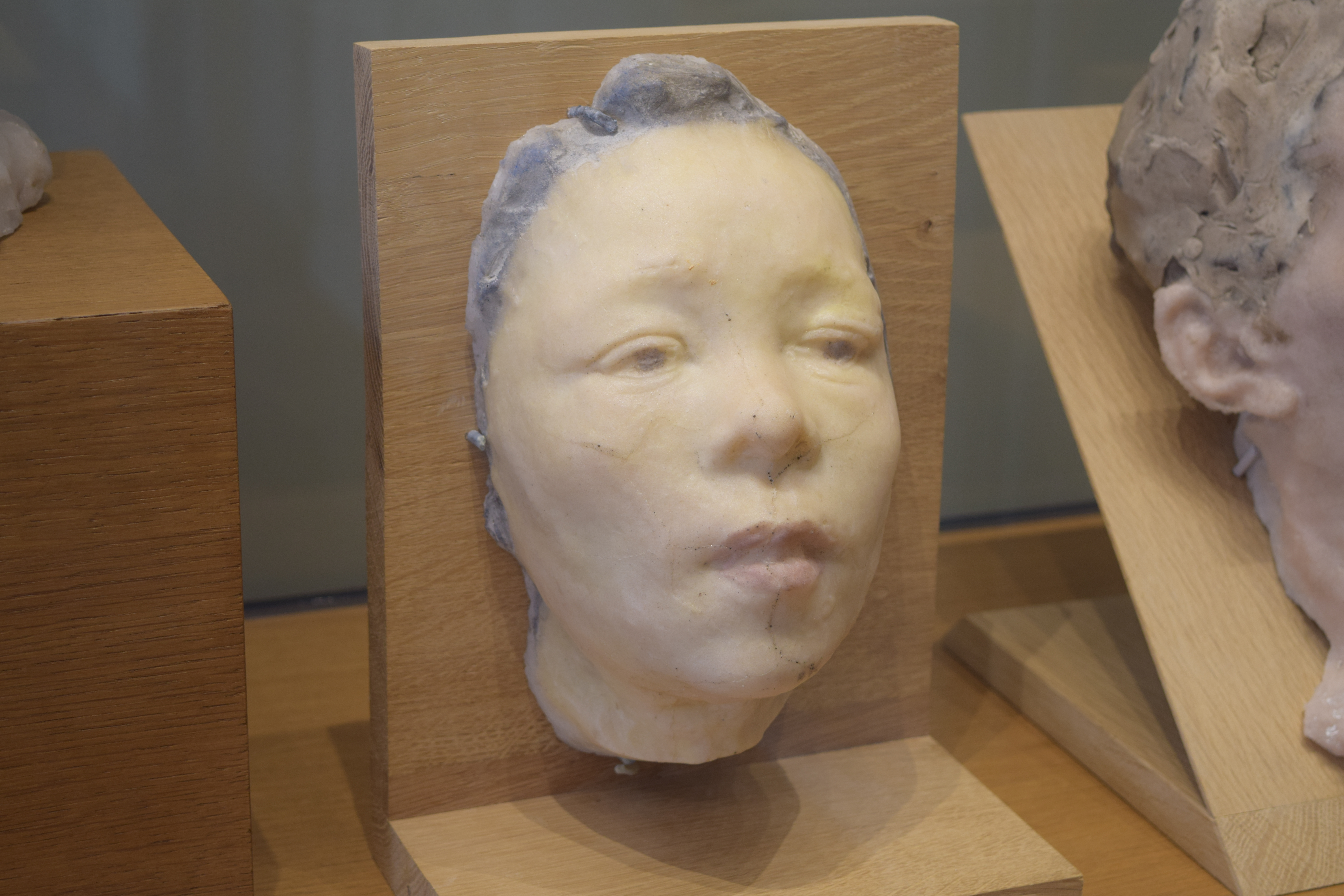
Masque de Hanako, type E (1911), Paris, musée Rodin[3].